# Anabar
Anabar – rzeka w Rosji (Jakucja). Płynie na zachód od Leny. Uchodzi w postaci estuarium do Zatoki Anabarskiej na Morzu Łaptiewów.
Rzeka ma długość 939 km oraz powierzchnię dorzecza 81600. Rejon dorzecza rzeki Anabar obfituje w złoża diamentów.